# Точка входа
Точка входа (англ. Entry Point (EP) — точка входа) — адрес в оперативной памяти, с которого начинается выполнение программы. Другими словами — адрес, по которому хранится первая команда программы.
Однако не надо путать её с «первыми командами» программы на языке высокого уровня. Например, программа на C++ начинается с функции main(). На самом деле, выполнение такой программы происходит далеко не с первой команды этой функции: точка входа в программу будет находиться в библиотеке времени исполнения «C runtime», а процедура main() назначится точкой входа в пользовательский код.
Оригинальной точкой входа называют адрес, с которого начинает выполняться упакованная программа после завершения работы распаковщика (хотя распаковка может быть завершена не полностью).
В web-программировании также используется термин «точка входа». Так называется скрипт, с которого начинается генерация HTML-страницы. Большая часть динамических интернет-страниц реализована на PHP, а сервер позволяет выполнить любой из php-файлов лежащих в заданном каталоге. В этом случае получается, что сайт имеет множество точек входа.
В этой связи появилась концепция единой точки входа, когда сервер (например, Apache) принудительно отправляет все запросы к одному скрипту, как правило, это index.php в корневом каталоге сайта. А далее index.php, анализируя параметры запроса, определяет, какие ещё файлы нужно подключить, что нужно выполнить.
Часто у сайта делают две точки входа: одна для посетителей и одна для входа в административную часть. Первая, например, обрабатывается через index.php корневого каталога, а вторая — в /administrator/index.php.